# Botanisk hage (Oslo)
Botanisk hage Tøyen i Oslo er Norges ældste botaniske haver, den blev etableret i 1814. Haven og samlingerne er siden blevet del af Naturhistorisk museum, sammen med blandt andet Geologisk museum og Zoologisk museum. Naturhistorisk museum er igen en del af Universitetet i Oslo (UiO). Botanisk hage har et areal på 150 ha., med omkring 35.000 planter, fordelt på 8.500 arter fra forskellige dele af verden. Udvalget er under stadig udvidelse og omlægning.
Havens areal var ved etablering 75 ha., og UiOs ældste bygning, Tøyen hovedgård, ligger i haven. Havens arealer blev udstykket i 1814, men først anlagt i perioden 1815 til 1818 af den tysk-danske gartner Johan Siebke. Havens plan var udarbejdet i København. Botanisk hage er siden fordoblet i størrelse. Området er delt i temaer som systematisk afdeling, nyttevæksthave, fjeldhave og arboret. De to udstillingsvæksthuse Palmehuset og Victoriahuset er del af Botanisk hage.
Botanisk museum (etableret 1863) blev slået sammen med Botanisk hage i 1975. Formålet med Botanisk hage er at formidle kundskab om mangfoldigheden i planteriget og ikke mindst betydningen af bevaring af denne diversitet. Planter som er truet eller sårbare i norsk natur bliver varetaget i Botanisk hage.
I 1995 blev Botanisk hage kåret til Årets grønne park. Parken er en grønt område og et vigtig rekreationsområde for Oslos befolkning.